# Panjang Jiwo
Panjang Jiwo is een bestuurslaag in het regentschap Surabaya van de provincie Oost-Java, Indonesië. Panjang Jiwo telt 11.226 inwoners (volkstelling 2010).